# 受胎告知 (リッピ、ローマ)
『受胎告知』（じゅたいこくち、伊:Annunciazione Doria）は、イタリアのルネサンス期の画家フィリッポ・リッピによる板上のテンペラ画で、1445年から1450年ごろに制作された。ローマのドーリア・パンフィーリ美術館に所蔵されている。
フィリッポ・リッピは「受胎告知」の主題を好み、何点もの作品を描いており、それらは現在、アルテ・ピナコテーク、バルベリーニ宮国立古典絵画館、ナショナル・ギャラリー (ロンドン)、ナショナル・ギャラリー (ワシントン) などにある。画家のこの主題への関心はおそらく、ドミニコ会修道士で、1446年にフィレンツェの大司教であったアントニオ・ピエロッツィによって引き起こされた。ピエロッツィは大聖堂での説教で名高い存在だったが、その説教は「Summa theologica」として編纂され、フィリッポ・リッピが親しんでいたにちがいない「受胎告知」の主題に関する論文があった。本作は、おそらく当時の1445-1450年頃に制作された。
ほかの受胎告知の描写との違いとして、右側の天使の位置と、フィリッポ・ブルネレスキとフラ・アンジェリコの作品に触発された非常に明るい光源の使用が含まれている。上部には神の手があり、雲から現れて聖霊の鳩を放っている。鳩は、聖母の肩に向かって射す明るい光線に沿って降り、物質化された光を通して神の意志を伝えている。
建築の枠組みは、助手の手になる可能性がある。

## 関連作品
- 二人のひざまずく寄進者のいる受胎告知（バルベリーニ宮国立古典絵画館）
- 受胎告知 (ミュンヘン）